# Macbeth (personnage)
Pour les articles homonymes, voir Macbeth.
 (août 2025).
Macbeth est le protagoniste fictif de la tragédie The Tragedy of Macbeth de William Shakespeare. 
L'histoire de la pièce est inspirée de celle du roi Macbeth d’Écosse dans les Chroniques d'Angleterre, d'Écosse et d'Irlande, et des ouvrages historiques sur la Grande-Bretagne écrits par Raphael Holinshed en 1587.

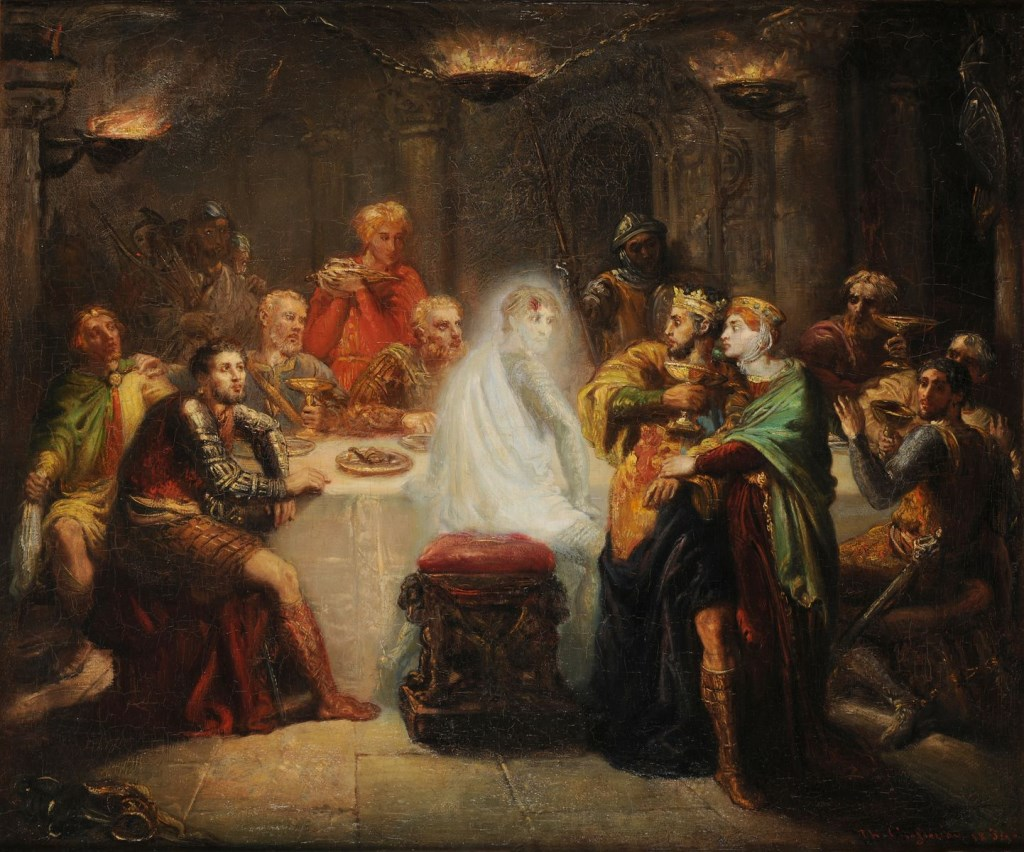
Théodore Chassériau, Le Fantôme de Banquo, 1855.

Macbeth est un noble écossais et un vaillant militaire. Il est corrompu par la soif de pouvoir et la peur de son avenir. Il commet ou ordonne injustement des meurtres.  
Après avoir écouté la prophétie des Nornes selon laquelle son mari deviendra roi, Lady Macbeth persuade son époux de tuer le roi d'Écosse Duncan afin d'accéder au trône. Malgré le doute et la peur, Macbeth tue son souverain et devient le nouveau roi d'Écosse. Son crime accompli, il vivra une vie d'anxiété et de peur. Le sommeil le quitte, il perd confiance en ses hommes et devient progressivement un tyran. Il fait régner la terreur en Écosse jusqu'à sa défaite par Macduff au château de Dunsinane. La monarchie est ensuite restaurée par l'héritier légitime du trône d'Écosse, Malcolm III, fils de Duncan.
Le personnage est  un antihéros. Entre bourreau et victime, Macbeth se révèle en même temps un tyran sans scrupules, un repentant et un tyrannisé des forces cosmiques.  

## Dans la pièce de Shakespeare
La tragédie s'ouvre sur une guerre sanglante. Macbeth, le Thane de Glamis, est présenté par un soldat blessé, exaltant son courage et sa valeur au combat.

### Les prophéties des Nornes
Près du champ de bataille, Macbeth et Banquo rencontrent trois sorcières, les Nornes. Elles prophétisent l'anoblissement du Thane de Glamis, son couronnement en tant que roi d’Écosse et une descendance royale pour les enfants de Banquo. Elles ajoutent que Banquo ne sera pas roi pour autant. Les deux guerriers demandent des explications supplémentaires aux sorcières, mais elles disparaissent grâce à un sortilège. 

### Accomplissement de la première prophétie
Peu après, Macbeth et Banquo se réunissent avec les chevaliers de Duncan. À la suite de leur victoire guerrière, le titre de Thane du pays de Cawdor est décerné à Macbeth. La première prophétie des Nornes est accomplie.

### Accomplissement de la deuxième prophétie
Macbeth commence à envisager secrètement la possibilité de tuer Duncan et de prendre sa place sur le trône d'Écosse. Il pense que la prophétie se réalisera d'elle-même, qu'il n'aura rien à faire sauf à attendre les manifestations du destin. Il est obsédé par les prophéties des sorcières, et ignore les conseils de Banquo de prendre de la distance.
Macbeth rentre chez lui et raconte tout à sa femme, Lady Macbeth. Elle lui propose de s'emparer du trône du roi Duncan en l'assassinant. Il exprime son refus. Son épouse profère des accusations dégradantes envers lui. Le général Macbeth, impitoyable, fort et confiant, n'a aucun ressentiment envers sa femme, et finit par changer d'avis : il tue Duncan pour prendre son trône. 
Macbeth a-t-il été manipulé par les sorcières et par sa femme ? ou a-t-il agi seul dans l'intention de tuer Duncan ? Le moteur de l'acte criminel de Macbeth reste un débat. 
Après le régicide, Macbeth commence à entendre des voix. Il perd le sommeil avec son innocence. Bien qu'il ait souvent tué sur le champ de bataille, Macbeth a soudain trop peur de retourner dans la chambre de Duncan. Il n'ose plus suivre le plan élaboré par sa femme : avertir les gardes de la mort du souverain. C'est Lady Macbeth qui doit achever le crime.
Macbeth est couronné roi d'Écosse, comme l'avaient prédit les sorcières. 

### Accomplissement de la troisième prophétie
La vie de Macbeth est en danger : il y a d'autres prétendants au trône d'Écosse ; certains sont restés fidèles au regretté Duncan. Macbeth décide de tuer tous les candidats possibles au trône et ceux qui étaient présents dans son château la nuit où il a tué Duncan. Il commence par Banquo, qui soupçonne la culpabilité de Macbeth, et son fils Fleance. Macbeth engage trois assassins pour les tuer alors qu'ils reviennent de nuit. Banquo meurt, Fleance parvient à s'échapper.
L'un des assassins informe Macbeth du meurtre. Le roi se sent soulagé des représailles éventuelles de Banquo. Lorsque l'assassin lui dit que Fleance s'est échappé, Macbeth retombe dans un état de dépression et d'anxiété.
Lors d'un banquet préparé par son épouse, Macbeth loue la compagnie de ses amis et compagnons. Il se plaint de l'absence de Banquo. Il est sur le point de s'asseoir sur son siège royal, mais une personne est assise à cette place. Cet être est le fantôme de Banquo. Il fait peur à Macbeth et le rend furieux au point de le faire hurler au milieu du dîner. Lady Macbeth prétend auprès des invités que son mari souffre de troubles mentaux depuis sa jeunesse. La soirée est anéantie ; les invités partent. 
Lady Macbeth outrage de nouveau l'honneur de son mari et lui fait comprendre à quel point son comportement est inapproprié. Elle affirme que ce qu'il a vu n'est pas un fantôme, mais l'image projetée de sa peur.
Selon les chroniques historiques, Macbeth règne habilement pendant dix ans avant d’être mis au défi par Macduff et Malcolm. Pour Shakespeare, le règne de Macbeth est dès le début un gouvernement de tyrannie et de meurtre. Macbeth devient totalement paranoïaque, ne fait plus confiance à personne, et tue ou fait tuer toute personne suspecte à ses yeux.
Malgré les conseils de Lady Macbeth pour arrêter les massacres et apprécier son rôle de monarque, Macbeth ne sort pas de l'abîme de sang dans lequel il s'est enfoncé. Il est obsédé par les sorcières et leurs prophéties.
Il fait assassiner l'innocente Lady Macduff, son jeune fils et toute leur famille, erreur fatale qui déclenche le désir de vengeance de Macduff.  
Dans les dernières scènes, Macbeth apprend que Lady Macbeth est morte. Il ne montre aucune compassion, mais se prépare pour la bataille finale sans revêtir sa propre armure. 
Macbeth est encouragé au combat par d'autres prophéties. Les sorcières l'ont averti de rester à l'écart de Macduff. Elles ajoutent qu'aucun homme « né d'une femme » ne pourrait le tuer. Macbeth, confiant, décide d'affronter Macduff. Mais Macduff est né d'une césarienne donc il n'est pas « techniquement » né d'une femme. Malgré tout, Macbeth veut continuer à se battre. Il comprend que ce combat doit le mener à la mort. 
Macbeth périt. L’Écosse retrouve son roi légitime, Malcolm, fils de Duncan. 